# Ковбой из Бруклина
«Ковбо́й из Бру́клина» (англ. Cowboy from Brooklyn) — комедийный фильм режиссёра Ллойда Бэкона, премьера которого состоялась 9 июля 1938 года.

## Сюжет
Бруклинский эстрадный певец Элли Джордан и его товарищ по группе обосновались на ранчо. Там его услышал бродвейский продюсер и принял за настоящего ковбоя… Однако выясняется, что Джордан боится животных, в том числе лошадей.

## В ролях
- Дик Пауэлл — Элли Джордан
- Пэт О’Брайен — Рой Хардвик
- Присцилла Лейн — Джейн Харди
- Дик Форан — Сэм Торн
- Энн Шеридан — Максин Хардвик
- Рональд Рейган — Пет Данн